# سلسلة كتب

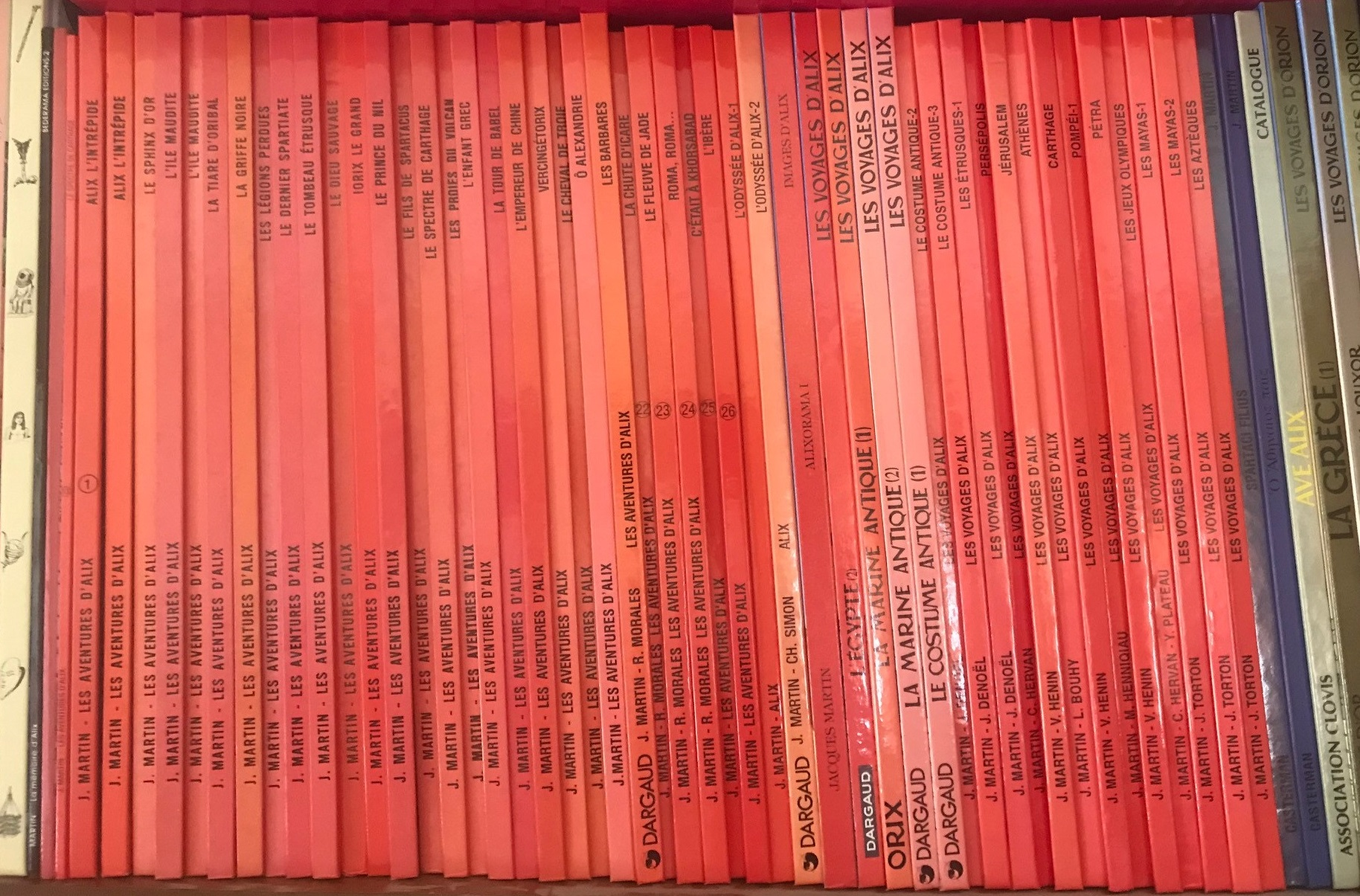
صورة لسلسلة من الكتب

سلسلة كتب هي تسلسل من الكتب لديها مميزات مشتركة حددت رسميا معا كمجموعة. سلسلة يمكن أن تنظم بعدة طرق، ككتابتها من نفس الكاتب، أو تسويقها كمجموعة من طرف الناشر.